# Герофіла
Герофі́ла (грец. Ήροφίλη) — одна з сивіл, яка походила з Ерифру, народилась в печері на горі Корік, дочка німфи і смертного пастуха Теодороса, ясновидюща. Згідно з Аполлодором Еритрейським, передбачила, що загине Троя і Гомер напише про це неправдиву поему. За іншими даними походила з троадського містечка Марпесса, біля Гергітіона.

## Легенда про Герофілу
Аполлон, побачивши юну красуню Герофілу, запропонував їй все, що вона тільки забажає, якщо стане його коханою. Вона прийняла його пропозицію, натомість запросила в нього дар пророцтва і стільки років життя, скільки пилинок містить купка виметеного нею сміття, яких там виявилася рівно тисяча. Однак вона забула попросити про вічну юність, тому більшу частину свого тривалого життя прожила старою. З роками Герофила настільки висохла, що перебувала в пляшці, що звисала зі стелі її печери, і, коли діти запитували її, чого вона бажає, вона лаконічно відповідала: «Смерті». Ще до старості Герофіла провістила, що спартанська жінка на ім'я Єлена стане причиною знищення Трої, і зажадала, щоб Гекуба без вагань вбила щойно народженого нею Паріса, який спокусив, а потім викрав Єлену від її чоловіка Менелая, привіз її до Трої, тобто через неї й виникла Троянська війна.
До того як зовсім постаріти, Герофіла, як і всі сивіли, багато мандрувала по світу, але зрештою повернулася на свою батьківщину в Троаду. Зокрема. в Італії Герофила звернула увагу на Енея, що зміг втекти за палаючої Трої: попередила його про прийдешні лиха, допомогла йому спуститися в підземне царство Аїда, щоб побачити померлого батька, і передбачила велике майбутнє заснованому Енеєм місту.

## Про інших сивіл на ім'я Герофіла
У грецькій історії і міфології існує певна плутанина стосовно Герофіли. Вважають, що існувало ще декілька осіб з таким ім'ям, яких між собою часто плутають.
- Дельфійська сивіла на ім'я Герофіла була дочкою Дардана згідно записів Евмела Коринфського, що жив у VIII столітті до н. е.
- Була інша Герофіла, що її батьками були Зевс і Ламія. Тоді як Плутарх Герофілою іменував саму Ламію[7].
- Павсаній називав Герофілою сивілу, походження якої пов'язують з Аполлоном і музами. Ім'я її надали лівійці[8]. Вона була жрицею храму Аполлона Смінфейского, жила на Самосі, відвідала Кларос, Делос, Дельфи. Померла в Троаді, де була похована в гаю Аполлона Смінфейского.
- Ще одна Герофіла співала пророцтва в Дельфах, передбачила Троянську війну. У гімні для делосцев на честь Аполлона називала себе його дружиною, дочкою і сестрою. Але в іншому пророцтві називала себе дочкою німфи Іди і бога річки Аідонея[9]. Ймовірно, що це фрігіянка Артеміда, що прийшла в Дельфи[10].
- Іноді Герофілу ототожнюють з Сивілою кумською.